# 은풍 박씨
은풍 박씨(殷豊朴氏)는 경상북도 영주시 풍기읍을 본관으로 하는 한국의 성씨이다.
시조는 박치온(朴致溫)이라는 인물로 신라 경명왕의 후손이다.

## 참고 자료
- “은풍박씨(殷豊朴氏)”. 뿌리를 찾아서.[깨진 링크(과거 내용 찾기)]